# Bom Retiro (São Paulo)
Bom Retiro est un district situé dans la région centrale de la ville de São Paulo. C'est une région essentiellement commerciale, avec des zones industrielles et résidentielles.
Le quartier est desservi par les lignes 1-Bleue et 4-Jaune du métro de São Paulo et ViaQuatro, en plus des lignes 7-Rubi et 11-Corail de la CPTM.

## Formation
Au XIXe siècle, c'était un quartier formé de fermes et de fermes qui servaient de retraites de week-end à la population éloignée de la ville. Bom Retiro était autrefois considéré comme une région importante, lorsque les gares du São Paulo Railway et de l'Estrada de Ferro Sorocabana, ainsi que le seul parc public de la ville, Jardin de la Luz, faisaient partie de beaux et élégants points d'arrivée et départ de voyageurs, notamment de riches caféiculteurs qui avaient leurs majestueuses demeures dans la capitale.

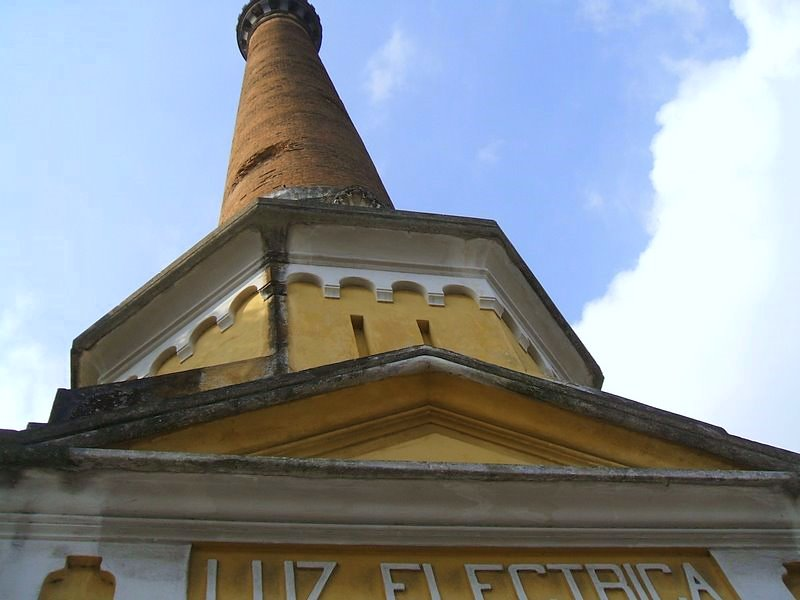
Chaminé da Luz est l'un des vestiges de l'une des premières centrales thermoélectriques de la ville

Cette fonction de loisir commence à évoluer avec l'installation de poteries dans la région, la plus importante étant la Poterie Manfred à partir de 1860. Bom Retiro a également abrité le premier bâtiment au Brésil destiné à l'installation d'une chaîne de montage automobile, avec l'inauguration de l'usine de la Ford do Brasil sur la rua Solon en 1921. Ce bâtiment, qui existe toujours, était le siège de la filiale brésilienne de Ford jusqu'en 1953, date à laquelle il a déménagé dans une usine plus grande construite dans le quartier de Vila Prudente. Plus tard, elle est devenue un lieu de concentration industrielle, lorsqu'elle a vu, dans les années 1960, ces industries céder peu à peu leur place à un commerce actif d'habillement et de mode, mêlé à de petites industries d'habillement et de tissage. À l'époque, le quartier était déjà une plaque tournante qui concentrait des commerçants juifs et syro-libanais, qui migreraient plus tard vers d'autres quartiers plus éloignés du centre.

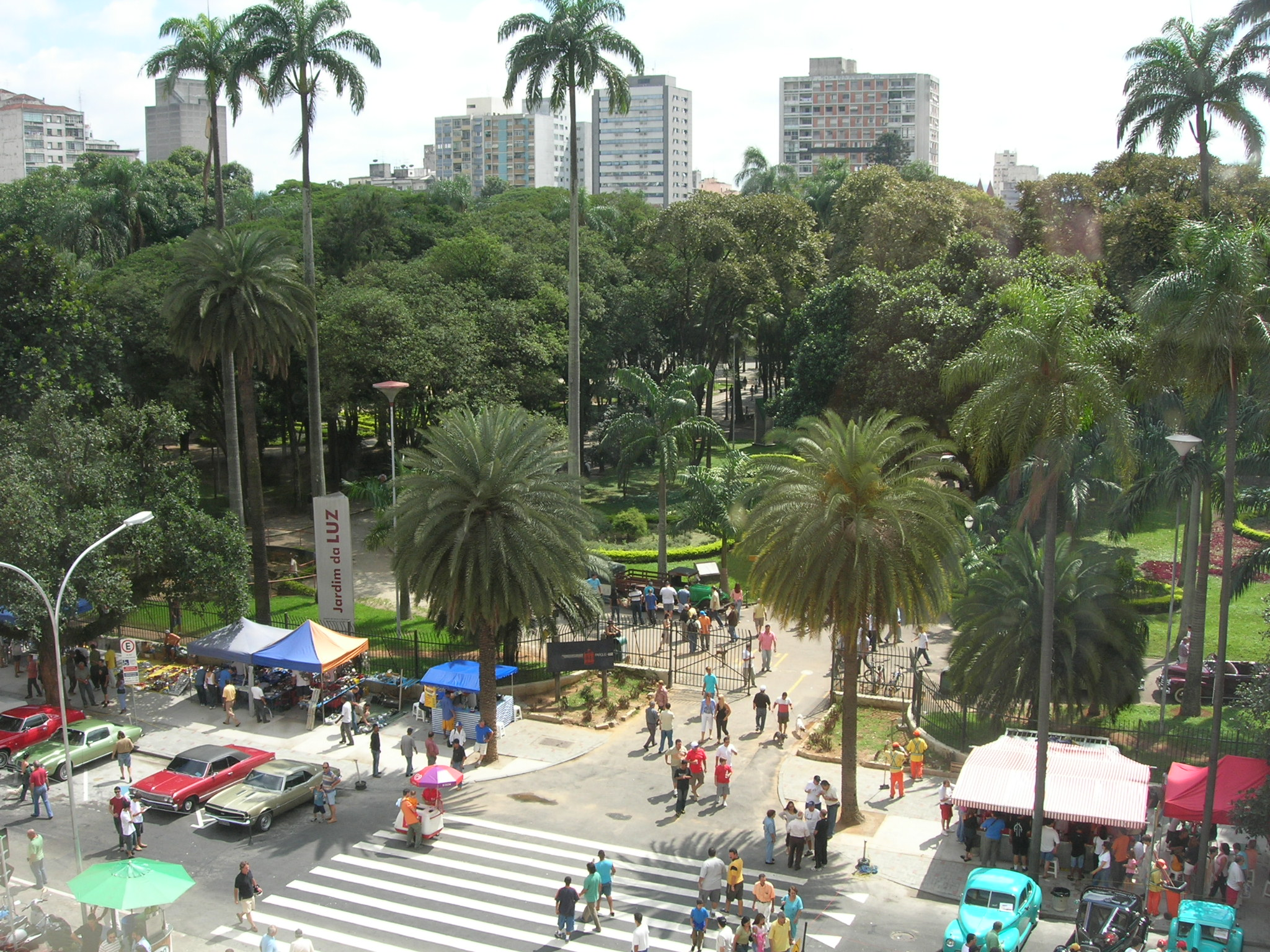
Parc de la Luz.

Possédant un important patrimoine et patrimoine culturel de la ville, Bom Retiro abrite la Pinacothèque de l'État de São Paulo, le Musée d'art sacré de São Paulo, le Musée de la langue portugaise (à l'intérieur de la gare de la Luz), la Station Pinacothèque (dans le ancien DOPS) et le Centre d'études musicales - Tom Jobim. Proche du quartier, la gare Júlio Prestes a été restaurée et abrite actuellement la Sala São Paulo, siège de l'Orchestre symphonique de l'État de São Paulo (OSESP). L'ancien manoir qui appartenait au marquis de Três Rios, Joaquim Egídio de Sousa Aranha, dans sa Chácara "Bom Retiro" et plus tard, abritant l'école polytechnique de l'USP, abritant aujourd'hui la FATEC et l'ETESP.
Le Parc de la Luz est le plus ancien parc de la ville et l'un des rares espaces verts de sa région centrale.
Actuellement, le quartier compte de nombreux résidents à faible revenu, principalement dans des logements collectifs (cortiços). C'est le deuxième bastion oriental de la ville, connu sous le nom de "Liberdade" des coréens, qui contrôlent les deux tiers du commerce et de l'industrie vestimentaire de la région.

## Démographie
Selon les estimations de l'IBGE (Institut brésilien de géographie et de statistique) et SEADE (Fondation système étatier d'analyse de donnés), données de 2011, Bom Retiro avait une population totale de 34 637 habitants.
Selon le recensement de 2010, la population de Bom Retiro est composée de : blancs (53,0 %), pardo (26,8 %), asiatique (15,2 %), noirs (4,6 %) et indigènes (0,4 %). Du nombre total de résidents, 53 % sont des femmes et 47 % sont des hommes.

### Religion

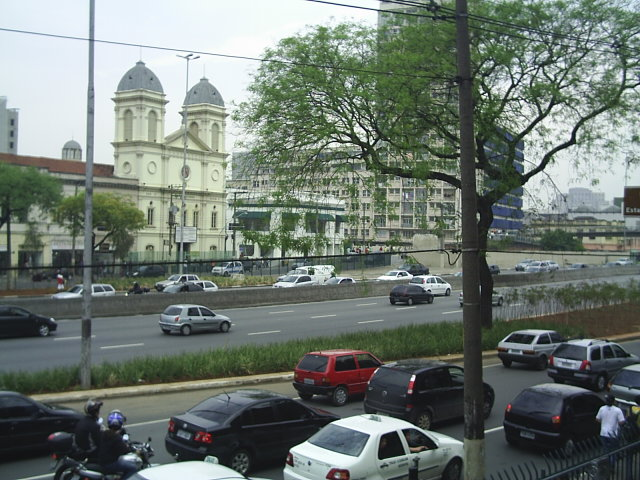
Avenue Tiradentes et la paroisse São Cristóvão en arrière-plan.

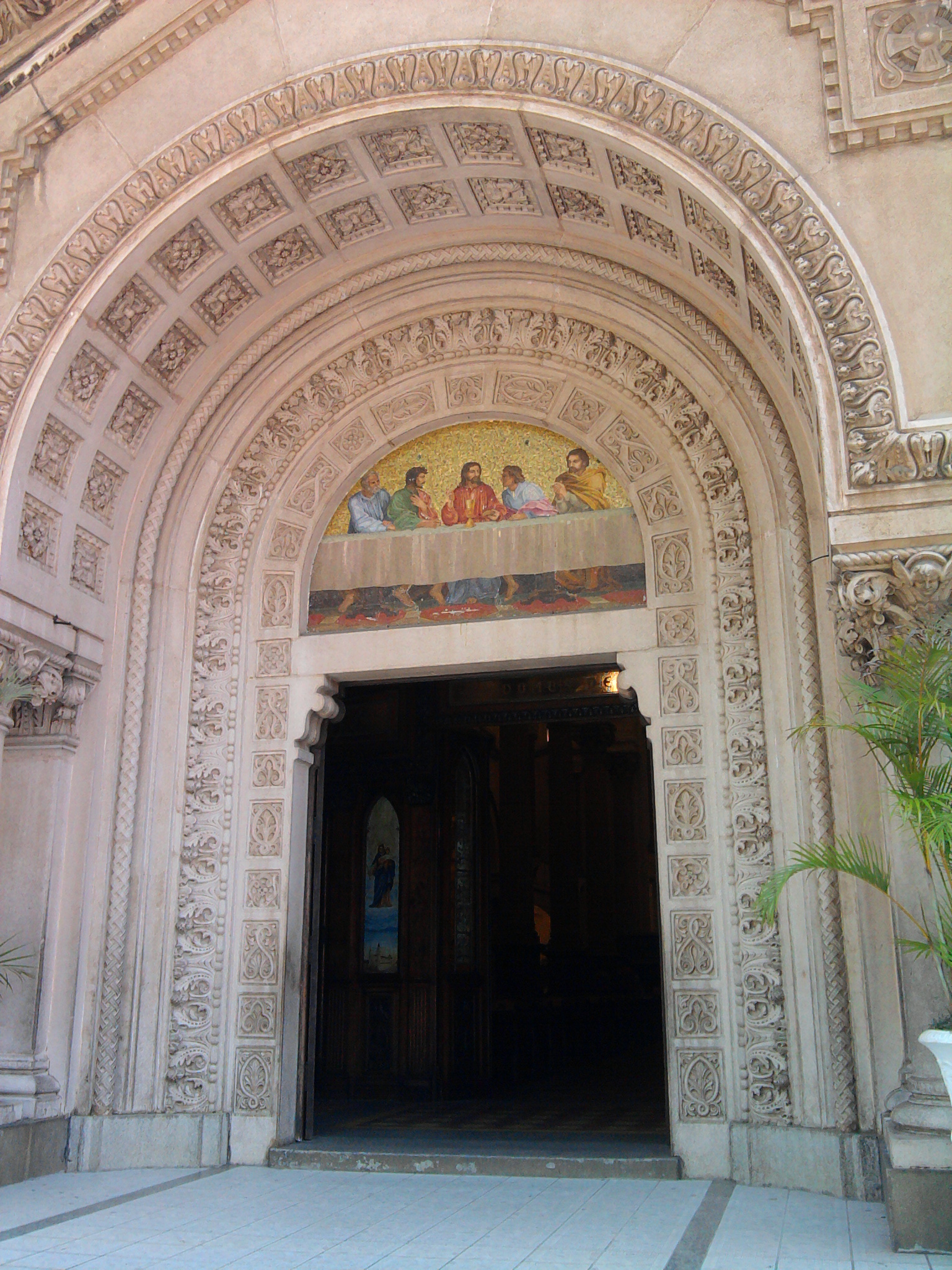
Portail de la paroisse de Nossa Senhora Auxiliadora dans le quartier du Bom Retiro à São Paulo, également connue sous le nom d'église Dom Bosco pour faire partie du complexe architectural de l'Institut Dom Bosco.

Multiculturel, le quartier compte des temples de différentes religions, issues des différentes vagues migratoires présentes dans le quartier.
Selon la rubrique spéciale DNA Paulistano réalisée par le journal Folha de S.Paulo en 2008, la population de Bom Retiro est composée de : catholiques (61%), évangéliques (13%), personnes sans religion (9%) et autres religieux (17 %).

## Utilisation du sol

### Résidentiel

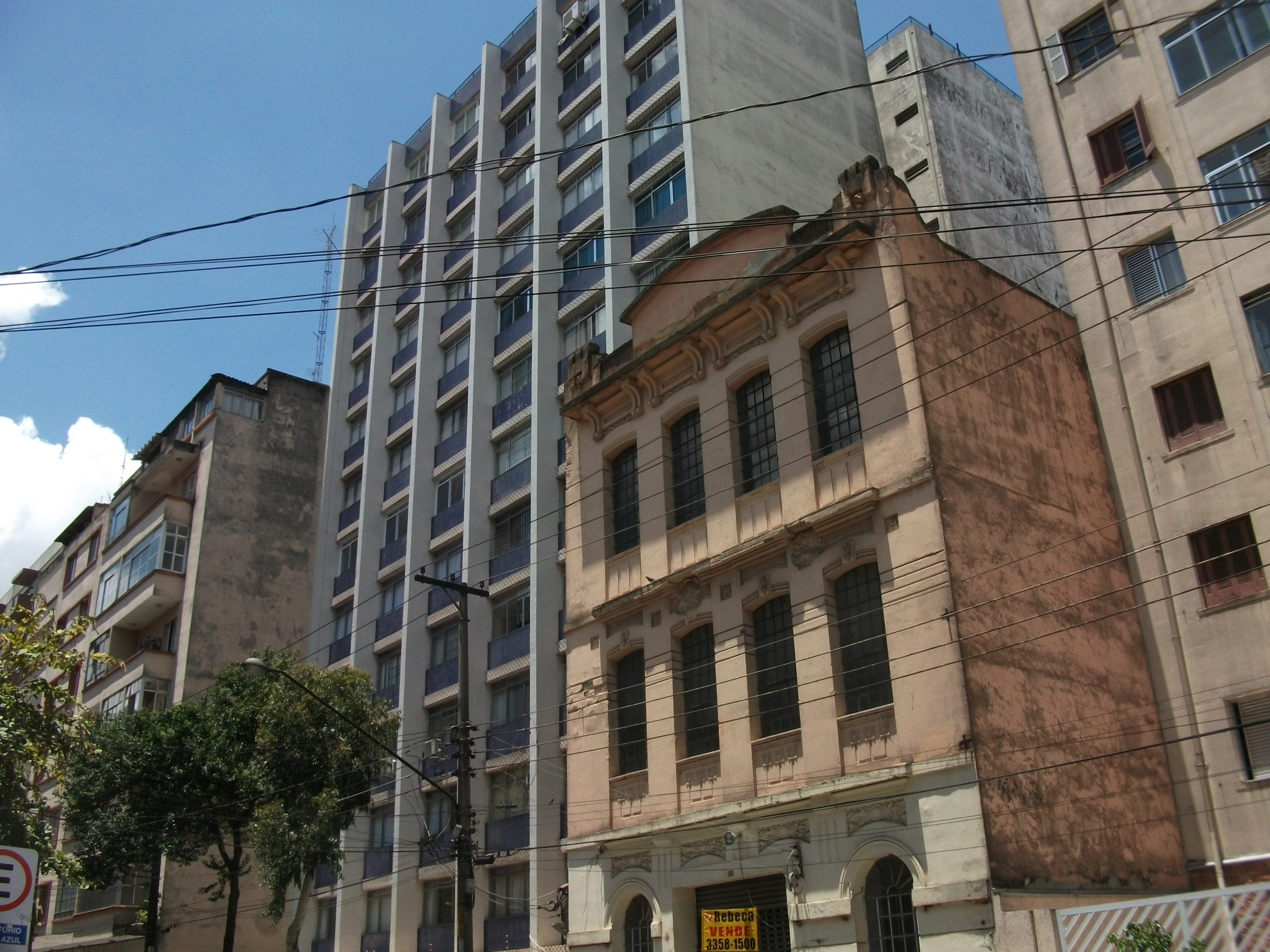
Bâtiments situés sur la Rua Amazonas

L'utilisation résidentielle est mélangée à des utilisations commerciales et industrielles dans toute la zone, généralement de niveau moyen, mais avec de nombreux résidents vivant dans des résidences de bas niveau, dans la région, il est également courant d'avoir des résidences et des bâtiments résidentiels avec des magasins au rez-de-chaussée et aussi des maisons et maisons de ville d'origine. En l'an 2000, la majeure partie de la population du quartier vivait dans des appartements.

### Commercial et industriel
Le commerce et l'activité industrielle sont principalement liés aux secteurs de l'habillement et du tissage. Le district de Bom Retiro a contribué en 2000 avec 3,64% des emplois industriels de la ville, étant la 5ème place dans cette activité.

### Infrastructure

#### Transports
Elle compte actuellement deux stations de métro, Tiradentes et Armênia, ainsi qu'une gare CPTM, Luz. Le quartier est desservi par la ligne 1-Bleue du métro de São Paulo et par les lignes 7 et 11 de la CPTM. Il est également desservi par la ligne 4-Jaune de ViaQuatro, bien que la station Luz soit en dehors du quartier.
Les principales voies d'accès au quartier sont : Avenue Presidente Castelo Branco (Marginal Tietê), Avenue Rudge, Avenue Marquês de São Vicente, Avenue Tiradentes, Avenue Cruzeiro do Sul, Avenue do Estado et Avenue Santos Dumont. Les autres lieux importants sont : Rua João Teodoro, Rua Anhaia, Rua Ribeiro de Lima, Rua Pedro Vicente, Rua Correia de Melo, Rua São Caetano, Rua Três Rios et Rua José Paulino.

#### Éducation et culture
Selon l'Atlas du travail et du développement de São Paulo, le quartier a un IDH élevé d'éducation dans la municipalité, dans son extension il abrite plusieurs instituts d'enseignement et écoles traditionnelles. Le quartier abrite encore d'importants musées et centres culturels tels que : le Musée de la langue portugaise, la Pinacothèque de l'État de São Paulo, l'Estação Pinacoteca et l'Oficina Cultural Oswald de Andrade.

## Situation géographique

### Limites
- Nord : Rivière Tietê et Pont Governador Orestes Quércia.
- Est : Avenue Cruzeiro do Sul et Avenue do Estado.
- Sud : Rua Mauá/Voie ferrée de la CPTM (Lignes 7-Rubi et 11-Corail).
- Ouest : Voie ferrée de la CPTM (Ligne 8-Diamante), Viaduc Engenheiro Orlando Murgel, Avenue Rudge et Pont da Casa Verde (début).

### Districts limitrophes
- Santana (Nord).
- Pari (Est)
- Brás (Sud-est).
- Sé et República (Sud).
- Santa Cecília et Barra Funda (Ouest).

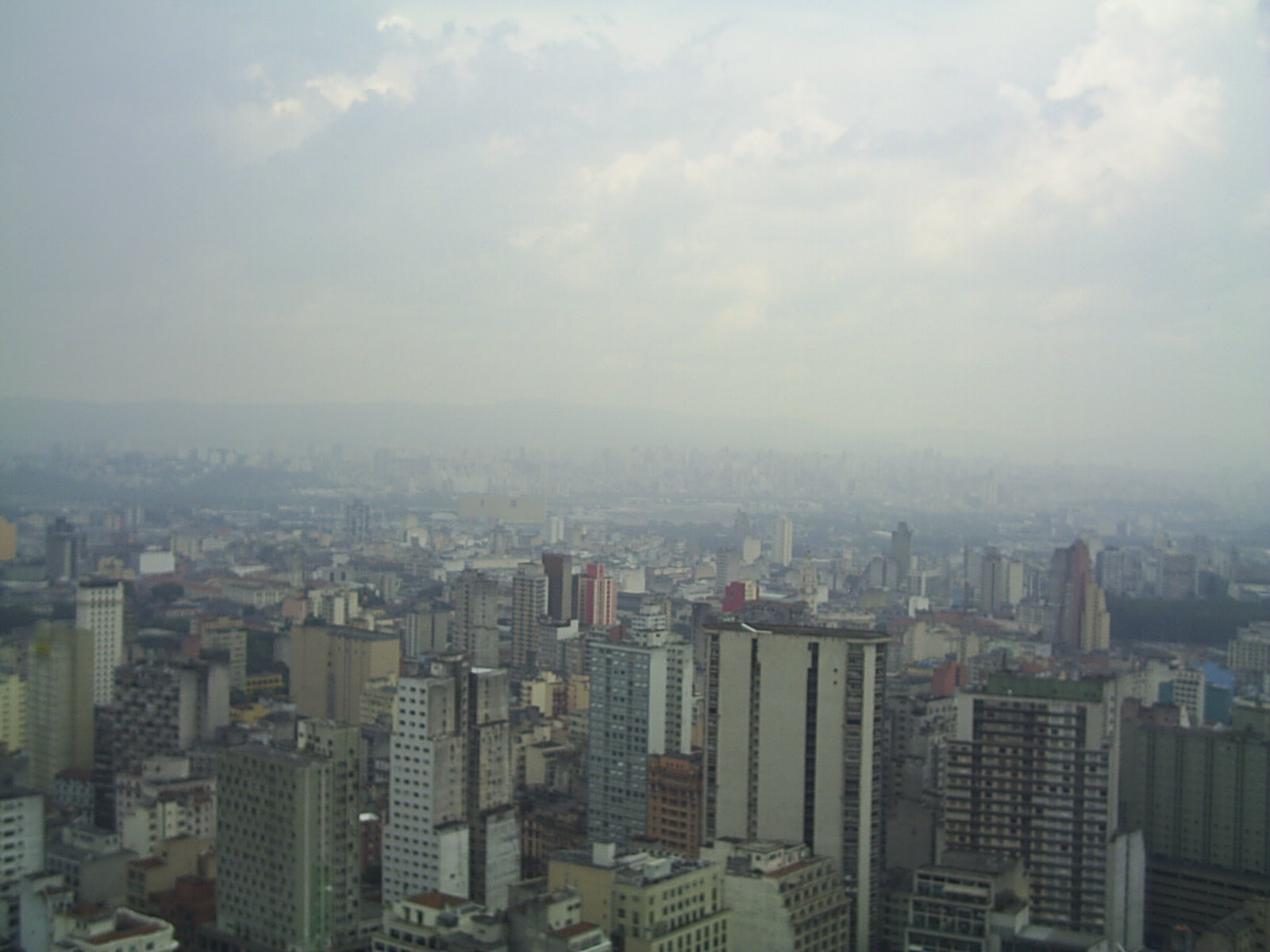
Région de Bom Retiro, au centre de l'image, vue de Terraço Itália, dans le district voisin de República. Une partie de la zone nord est visible à l'horizon.